# Onthophagus nasidens
Onthophagus nasidens là một loài bọ cánh cứng trong họ Bọ hung (Scarabaeidae).